# Моргул
Моргу́л (рос. Моргул) — село у складі Стрітенського району Забайкальського краю, Росія. Входить до складу Стрітенського міського поселення.

## Населення
Населення — 45 осіб (2010; 66 у 2002).
Національний склад (станом на 2002 рік):
- росіяни — 100 %